# 欧拉乘积
数论中，欧拉乘积（英語：Euler product）是指狄利克雷级数可表示为一指标为素数的无穷乘积。这一乘积以瑞士数学家莱昂哈德·欧拉的名字命名，他证明了黎曼ζ函数可表示为此无穷乘积的形式。

## 定义
假设{\displaystyle a}为一积性函数，则狄利克雷级数
{\displaystyle \sum _{n}a(n)n^{-s}\,}
等于欧拉乘积
{\displaystyle \prod _{p}P(p,s)\,}
其中，乘积对所有素数{\displaystyle p}进行，{\displaystyle P(p,s)}则可表示为
{\displaystyle 1+a(p)p^{-s}+a(p^{2})p^{-2s}+\cdots .}
这可以看作形式母函数，形式欧拉乘积展开的存在性与{\displaystyle a(n)}为积性函数两者互为充要条件。
{\displaystyle a(n)}为完全积性函数时可得到一重要的特例。此时{\displaystyle P(p,s)}为等比级数，有
{\displaystyle P(p,s)={\frac {1}{1-a(p)p^{-s}}},}
当{\displaystyle a(n)=1}时即为黎曼ζ函数，更一般的情形则是狄利克雷特征。